# باشلند (تگزاس)

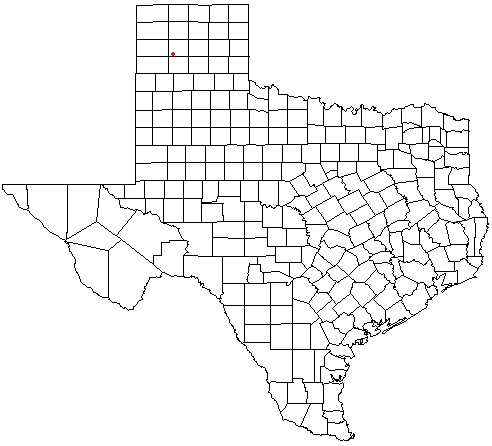
موقعیت باشلند در ایالت تگزاس

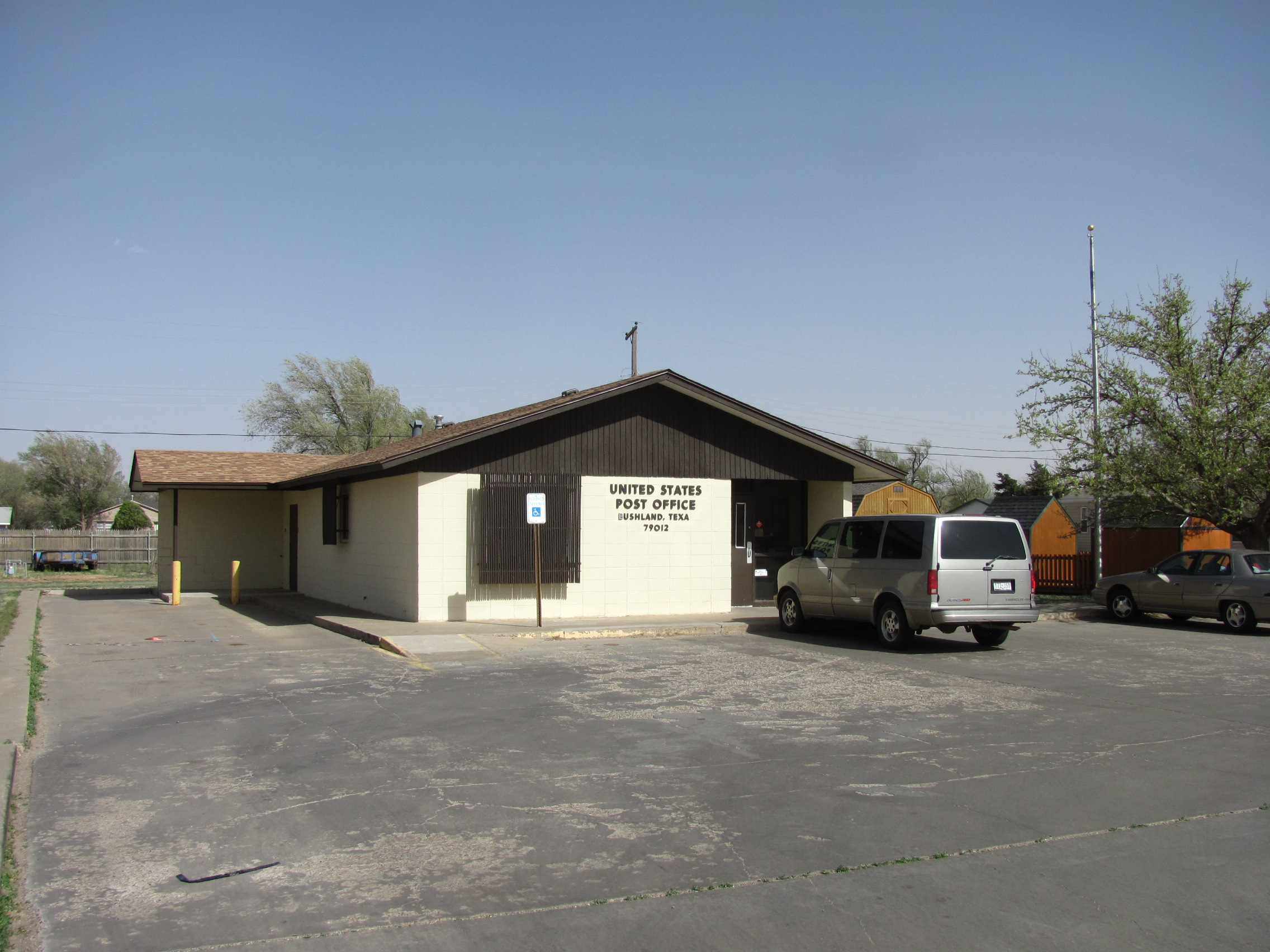
اداره پست باشلند

باشلند، تگزاس (انگلیسی: Bushland, Texas) محدوده ثبت نشده در شهرستان پاتر، تگزاس در ایالات متحده آمریکا در سال ۲۰۰۰ برآورد جمعیت ۱۳۰ تا ۲۰۰۰ نفر بود. این محل بخشی از آماریلو، تگزاس است